# Ebby Thust
Eberhard "Ebby" Thust (Frankfurt na Majni, 16. studenog 1947.), njemački boksački promotor i autor knjige.

## Životopis
Thust se prvi put vjenčao s Roswithom Thust. Iz tog braka ima dvoje djece: Cynthia (1975.) i Titus (1978.). Njegova kći Lara (1992) iz veze s Nicole Meissner, živi s njim u Mallorci. Od 1999. Thust je vjenčan sa svojom drugom suprugom Sonjom (1975.) rođ. Larma, Hrvaticom iz Slavonskog Broda. Thust je mnogo godina živio u Niedernhausenu. Od 2001. godine Thust sa svojom obitelji živi na imanju Ebbyland u blizini Calvia u Mallorci.
Godine 1966. Thust je počeo svoj put kao dužnosnik kod Bund Deutscher Berufsboxer (BDB). Radio je kao timekeeper i sekundant, kasnije kao menadžer, tehnički direktor i promotor. Svog prijatelja Rüdigera Schmidtkea doveo je do profesionalnog boksa, iako Schmidtke nikada nije bio amater. Schmidtke je postao 1972. europski prvak u poluteškoj kategoriji. Thust je također s mnogim drugim boksačima imao menadžer ugovore, promovirao ih je ili organizirao kao tehnički direktor njihove mečeve, najviše kod Sauerlandovih priredaba; kao naprimjer s kasnijim europskim prvacima Lotharom Stengelom, Georgom Steinherrom, Reneom Wellerom i Joséom Varelom. Njegovi boksači bili su Bernd August, Reiner Hartmann, Toni Habermeier, Erwin Heiber, Theo Hauser, Mikan Popović, Ralf Rocchigiani, Josef Jakob, Ante Bilić, Mark Hendem, Konni Konrad i mnogi drugi. Imena kao Manfred Jassmann, John Mugabi, John Munduga, Chisanda Mutti, Charly Graf, Charly Graf ml. i Toni Bawa nadopunjuju liste boksača s kojima je Thust zajedno radio. Svojim priredbama i aktivnostima kao tehnički direktor Thust je 80-ih godina s nekolicinom drugih držao njemačku boks scenu na životu.
Thust je zajedno s Wilfriedom Sauerlandom priredio otprilike sedamdeset priredaba, najviše u funkciji tehničkog direktora. Također je priredio prvih pet mečeva braće Kličko u Frankfurtu na Majni, Offenbachu na Majni i Stuttgartu, dijelom kao Promotor, dijelom kao tehnički direktor s Universum Box-Promotion. Tome su došle druge priredbe, između ostalog sa svjetskim prvacima Dariuszom Michalczewskim i Markusom Beyerom u Frankfurter Ballsporthalle.
Thust je primjer za to kako mogu biti isprepleteni putevi u boksu. Tako mu je pripadalo 50 posto u menadžerstvu od Željka Mavrovića. Također puno koperacijskih ugovora, kao npr. od Hrvata Branka Šobota ili Willi Fischer s Universum Box-Promotion, pripadaju normalnosti u boks poslu.
1986. dobio je od tadašnjeg BDB predsjednika Klaus-Petera Kohla za svoj sportski trud Zlatnu kopču „za posebne uspjehe za njemački boks“.
Također je sudjelovao na velikim mečevima s internacionalnim zvijezdama. 1980-ih godina često je bio u Las Vegasu te je bio prisutan mnogim velikim mečevima. Muhammada Alija, Larryja Holmesa, Sugara Raya Leonarda, Marvina Haglera, Julia Caesara Cháveza, Roberta Durána, Evandera Holyfielda, Riddicka Boweja i Mikea Tysona uživo je gledao i gotovo sve privatno upoznao. Kod jedne posjete u Las Vegasu predsjednik i vlasnik SANDS Hotela, Henry Lewin, je organizirao jednu večeru za Thusta i njegovog sina Titusa, zajedno s njemačkom boks legendom Maxom Schmelingom. „To je bio moj najveći doživljaj u boksu, na to ću biti moj cijeli život ponosan“ rekao je Thust.
Svi ti doživljaji i uspomene, poslovne i privatne, sada su ispunile jednu knjigu, koju je 1999. objavio. Knjigu je predstavio na Frankfurter Buchmesse, što je podsjetilo na VIP-Partys prošlih godina. Thust je objavio CD Life is a fight, na kojoj on pjeva i govori. Nakon toga je nastavio mirnijim životom. Thust se preselio 2001. iz Frankfurta na Mallorcu. Ali nakon tri godine osnovao je firmu AURA i novi AURA SPORTS Boks-Team. Thust je tražio mlade talente i našao je 22-godišnjeg Kavina Gebharda iz Kölna, Marka Hendema, Konnija Konrada i Hrvata Antu Bilića. Trener je bio Ulrich May, otac Olimpijskog prvaka Torstena Maya. Bilić i Konrad bili su pod Thustovim manadžerstvom, obojica juniorski svjetski prvaci organizacije WBC. Nakon 18 mjeseci razišao se AURA SPORTS Team. Thust je svoja tri AURA SPORTS boksera odveo kod Universum Box-Promotion i tu je dobio ugovor kao savjetnik Universuma. 2005. Thust je osnovao zajedno sa Španjolcem Ramonom Guiarom Diazom World Fight Club (WFC), jednu boksačku organizaciju sa sjedištem u Palma de Mallorca. WFC je svjetska organizacija za sve borilačke sportske vještine kao što su boks, kickboks, K-1, Muay Thai i Ultimate Fighting Championship.

## Poznati neaktivni i aktivni Thustovi boksači
- Rüdiger Schmidtke, europski prvak u poluteškoj kategoriji
- Charly Graf, njemački prvak u teškoj kategoriji
- José Varela, europski prvak u Welter kategoriji;  Njemački Prvak u Welter kategoriji i Super-Welter kategoriji
- Reiner Hartmann, njemački prvak u teškoj kategoriji
- Erwin Heiber, njemački prvak u srednjoj kategoriji
- Branko Sobot, međunarodni prvak kod IBF
- Ralf Rocchigiani, svjetski prvak kod WBO u Cruiser kategoriji
- Željko Mavrović, europski prvak u teškoj kategoriji
- Willi Fischer, međunarodni prvak kod WBO; njemački Prvak i Svjetski Prvak u teškoj kategoriji
- Mark Hendem, međunarodni njemački prvak u Cruiser kategoriji
- Ante Bilić, juniorski svjetski prvak kod WBC u Super-Welter kategoriji
- Konni Konrad, juniorski svjetski prvak kod WBC u super srednjoj kategoriji

## „Graf-Afera“
Godine 1990. Thust je u cijelom svijetu postao poznat kroz takozvanu „Graf-Aferu“. Thusta, koji je u to vrijeme bio s modelom iz Playboya Nicole Meissner, optužio je javni tužitelj u Frankfurtu, Peter Graf, otac Steffi Graf, da ga je ucjenjivao. Svi njemački mediji pisali su i objavljivali mjesecima o toj aferi. Također i u svjetkim novinama od SAD-a do Kine je bilo pisano o ovoj aferi. Radilo se o tome, da je Thustova djevojka Meissner s Peterom Grafom imala tajnu vezu. I kao iz te veze je njena kći Tara Tanita (1990). Kasniji test za očinstvo dokazao je da Graf nije otac njene kćeri.

## Film „Ebbies Bluff“
1993. igrao je Thust u filmu Ebbies Bluff (režiser Claude-Oliver Rudolph) s Til Schweiger, Heiner Lauterbach, Manfred Zapatka i Sabine von Maydell u glavnim ulogama. Ovaj film nije imao nikakve veze s „Graf-Aferom“. Thust je glumio samog sebe u ulozi jednog bokspromotera. Til Schweiger je za ovaj film 1997. kao najbolji talent mladih glumaca s Max-Ophüls-Preis nagrađen. S filmom Ebbies Bluff je glumac Claude-Oliver Rudolph prvi puta kao režiser radio. 2000. izašao je ovaj film također na DVD-u.

## Diskografija
- 1998.: Freiheit für Ebby Thust CD by Halma
- 2000.: Life is a Fight

## Vanjske poveznice
- http://www.ebby.de (ovdje možete slušati CD)
- http://www.boxen1.com
- http://www.ringside.de
- http://www.ebbyland.com
- http://www.boxing.pro
- http://commons.wikimedia.org/wiki/Ebby_Thust